# Saint-Médard-de-Guizières
Saint-Médard-de-Guizières is een gemeente in het Franse departement Gironde (regio Nouvelle-Aquitaine). De plaats maakt deel uit van het arrondissement Libourne. Saint-Médard-de-Guizières telde op 1 januari 2022 2.408 inwoners.

## Geografie
De oppervlakte van Saint-Médard-de-Guizières bedroeg op 1 januari 2022 10,37 vierkante kilometer; de bevolkingsdichtheid was toen 232,2 inwoners per km².

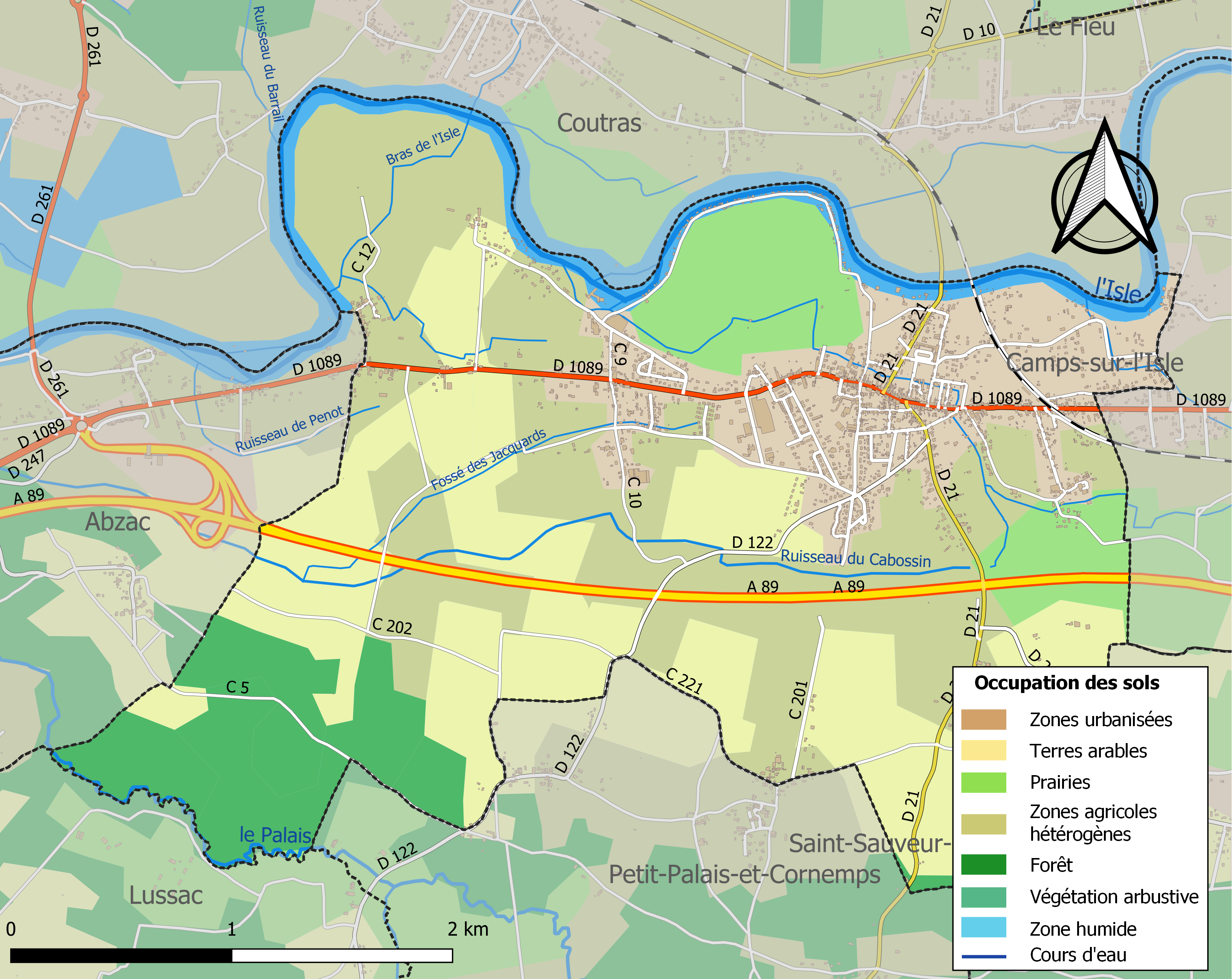
Kaart van de gemeente met belangrijkste infrastructuur, bodemgebruik en omliggende gemeenten

## Verkeer
In de gemeente ligt de spoorweghalte Saint-Médard-de-Guizières.

## Demografie
Onderstaande figuur toont het verloop van het inwonertal (bron: INSEE-tellingen).